# Day Break Illusion
Day Break Illusion - Il sole penetra le illusioni (幻影ヲ駆ケル太陽?, Gen'ei o kakeru taiyō) è una serie televisiva anime prodotta da Aniplex e AIC. Trasmessa a partire dal 6 luglio al 28 settembre 2013, è stata adattata in un manga di Kōki Katō edito sul periodico digitale Gangan Online di Square Enix e in una light novel scritta da Michiko Itō ed illustrata Gomoku Akatsuki, pubblicata sul mensile Newtype di Kadokawa Shoten.

## Trama
Il mondo è governato da tempo immemore da due distinti ordini di tarocchi: i Diabolos, tarocchi demoniaci si nutrono delle anime umane prive di peccato; e gli Elemental, che invece sono fonte dei poteri naturali in grado di contrastare i tarocchi demoniaci. Giovani ragazze vengono scelte nelle file di 22 clan per essere portatrici dei tarocchi ed affrontarsi in battaglia, in modo da mantenere l’equilibrio del mondo. 

## Personaggi

### Personaggi principali
Akari Taiyō (太陽 あかり?, Taiyō Akari)
Doppiata da Mai Kadowaki (giapponese)
La protagonista che aspira a diventare un'indovina come la sua defunta madre, facendo uso del mazzo di Tarocchi ereditato da lei. La sua carta è "Il Sole" e combatte brandendo una spada fiammeggiante. Grazie alla potenza della sua carta, le piante vicino a lei tendono a crescere ad un ritmo accelerato. Lei guadagna ben presto la capacità di ascoltare i pensieri di un Daemonia, che viene trasferita ad altri toccandoli, e si rivela essere utile perché suo padre era stato posseduto da un Daemonia. Ha dodici anni.
Seira Hoshikawa (星河 せいら?, Hoshikawa Seira)
Doppiata da Eri Kitamura (giapponese)
Una calma e rigorosa ragazza che combatte con un arco di ghiaccio e una freccia. Ha un affermato odio contro i Daemonia dopo che la sua amica d'infanzia, Manami, è stata uccisa da uno di loro. La sua carta è "La Stella". Lei ha tredici anni.
Luna Tsukuyomi (月詠 るな?, Tsukuyomi Runa)
Doppiata da Sora Tokui (giapponese)
Una modesta e timida ragazza che combatte evocando viti magiche in grado di immobilizzare il nemico e ha poteri di guarigione. La sua carta è "La Luna". Lei sembra avere un interesse romantico verso Akari, che sembra derivare dalla sua ammirazione per la sua sorella gemella scomparsa, Serena, e diventa gelosa quando Akari cresce stretta con gli altri. Quando Luna lascia Sefiro Fiore dopo la scomparsa di Ginka, Cerebrum prende le sembianze di Akari, al fine di avvicinarsi a lei, inserendo a forza un Daemonia nel suo corpo e trasformandola così in un lupo ibrido demoniaco, ma riacquista la sua umanità dopo che Akari fa un patto con Cerebrum. In seguito a questo guadagna la capacità di trasformare le sue dita in artigli di lupo. Ha dodici anni.
Ginka Shirokane (白金 ぎんか?, Shirokane Ginka)
Doppiata da Yuiko Tatsumi (giapponese)
Una bionda e allegra che può creare delle monete che si convertono in una spada, un'ascia, scudi e altre armi. La sua carta è "La Temperanza". Lei ha tredici anni. Il padre afferma che sua zia abbia posseduto la carta della Temperanza prima di Ginka. Scompare quando si distrugge la sua controparte Daemonia, e poi ritorna nella puntata 12 per salvare Seira e Luna dopo aver sentito la voce di Akari.
Etia Visconti (エティア・ヴィスコンティ?, Etia Visukonti)
Doppiata da Aya Endō (giapponese)
Il capo della Sefiro Fiore Nagataki Branch, ha un atteggiamento gentile e cortese ed è l'insegnante di letteratura. Segue l'ordine del Sefiro Fiore, ma spesso non è d'accordo con loro, volendo mettere prima i suoi studenti. La sua carta è "Il Mondo".
Ariel Valtiel Westcott (アリエル・ヴァルティエル・ウェストコット?, Arieru Varutieru Wesutokotto)
Doppiata da Kikuko Inoue (giapponese)
Il vice capo della Sefiro Fiore Nagataki Branch, ha un atteggiamento rigoroso. La sua carta è "Il Giudizio Universale" e lei è l'insegnante di educazione fisica.
Mutsuki Tendō (天道 むつき?, Tendō Mutsuki), Mutsumi Tendō (天道 むつみ?, Tendō Mutsumi), Nanase Tendō (天道 ななせ?, Tendō Nanase)
Doppiate da Atsumi Tanezaki (giapponese)
Tre ragazze Homunculus che lavorano presso il centro di comando della Sefiro Fiore Nagataki Branch. Conducono vari esperimenti di ricerca e utilizzano un dispositivo dimensionale per inviare gli studenti a respingere l'attacco di un Daemonia. La loro carta è "La Ruota della Fortuna".

### Personaggi secondari
Priscilla Twilight (プリシラ・トワイライト?, Purishira Towairaito)
Doppiata da Ruriko Aoki (giapponese)
Una donna armata con un manufatto simile a un Jack-o'-lantern. La sua carta è "The Magician" e lei è l'insegnante di chimica.
Meltina Melvis (メルティナ・メルヴィス?, Merutina Meruvisu)
Doppiata da Nao Tōyama (giapponese)
Una donna armata di pugnali magici. La sua carta è "Il Matto" ed è l'insegnante di musica.
Laplace (ラプラス?, Rapurasu)
Doppiata da Chado Horii (giapponese)
Un corvo parlante che fornisce consulenza a Etia.
Schroedinger (シュレティンガー?, Shuretinga)
Doppiata da Shiori Izawa (giapponese)
Un gatto parlante e compagno di Laplace.
Fuyuna Shinzaki (心崎 冬菜?, Shinzaki Fuyuna)
Doppiata da Ayane Sakura (giapponese)
Cugina di Akari. Lei è una studentessa molto ligia allo studio ed è gelosa di Akari per l'attenzione che ottiene per il suo talento di indovina, ciò la induce ad essere posseduta da un Daemonia. Si trasforma in un mostro vegetale e viene involontariamente uccisa da Akari con la sua esistenza cancellata, come se non fosse mai esistita.
Hinata Taiyō (太陽 ひなた?, Taiyō Hinata)
Doppiata da Aya Hisakawa (giapponese)
La defunta madre di Akari e un'indovina. Era un membro di Sefiro Fiore e il possessore precedente della carta de "Il Sole". Per qualche ragione, lei non ha insegnato alla figlia di usare i suoi poteri, perché voleva farle vivere una vita normale.
Madre di Nagataki (永瀧の母?, Nagataki no Haha)
Doppiata da Mao Uchino (giapponese)
Una donna che lavora al Fortune Teller Shop di Akari.
Lymro (リムロ?, Rimuro)
Doppiata da Minami Takahashi (giapponese)
Una giovane donna che lavora assieme a Nagataki.
Hanayume (華夢?)
Doppiata da Hironori Kondou (giapponese)
Un altro indovino che lavora con Nagataki.

## Media

### Light novel
Una light novel scritta da Michiko Itō e illustrata da Gomoku Akatsuki è stata serializzata da Kadokawa Shoten sulla rivista Newtype e cinque capitoli sono usciti tra il 10 giugno e il 10 ottobre 2013. Intitolata Gen'ei o Kakeru Taiyō ~Kobore Chiru ha Unmei no Suna~ (幻影を駆ける太陽～こぼれ散るは運命の砂～?), è cronologicamente ambientata prima degli eventi narrati nella serie animata e incentrata sulla madre di Akari, Hinata Taiyo.
Un romanzo web intitolato Gen'ei ni Mau Hakugin (幻影に舞う白銀?, Gen'ei ni Mau Hakugin) e illustrato da Ryu Knight è stato pubblicato come epilogo della serie televisiva ed è incentrato sul personaggio di Silvia Leonhart, detentrice della carta Giustizia. Un volume contenente tutti i capitoli è stato pubblicato con una versione rivista di ~Kobore Chiru ha Unmei no Suna~ e un CD drama. Un terzo romanzo web dal titolo Genei no Messiah (幻影のメサイア?), è uscito come ulteriore epilogo e include personaggi sia dell'anime televisivo che della precedente web novel.

### Manga
Un manga disegnato da Kōki Katō è stato serializzato sulla rivista Gangan Online di Square Enix tra il 27 giugno 2013 e il 20 febbraio 2014. I sedici capitoli del fumetto sono stati raccolti in 4 volumi tankōbon, editi dal 22 luglio 2013 al 22 marzo 2014 sempre da Square Enix.

#### Lista volumi
| Nº | Data di prima pubblicazione | Data di prima pubblicazione | Data di prima pubblicazione |
| Nº | Giapponese                  | Giapponese                  |                             |
| -- | --------------------------- | --------------------------- | --------------------------- |
| 1  | 22 luglio 2013              | ISBN 978-4-7575-4009-5      |                             |
| 2  | 27 settembre 2013           | ISBN 978-4-7575-4081-1      |                             |
| 3  | 22 marzo 2014               | ISBN 978-4-7575-4245-7      |                             |
| 4  | 22 marzo 2014               | ISBN 978-4-7575-4246-4      |                             |

### Anime
La produzione della serie televisiva fu resa nota nel marzo 2013 all'Anime Contents Expo, tenutosi a Chiba. Ambientazione e storia sono stati ideati da Haruyasu Akagi e Hidenori Tanaka, Gomoku Akatsuki ha delineato il design dei personaggi, mentre Hitoshi Sakimoto ha composto la colonna sonora. Il design delle card è stato invece curato da Gozen 4-Ji. L'anime è stato trasmesso dal 6 luglio al 28 settembre 2013 su Tokyo MX, per poi approdare nelle ore seguenti anche su BS11, ABC, TV Kanagawa e TV Aichi. La serie è stata pubblicata online in lingua originale sottotitolata in simulcast sulla piattaforma Crunchyroll per il pubblico inglese, mentre per il pubblico italiano la serie è approdata dal 9 luglio 2013 su Popcorn TV grazie ad un accordo tra la web TV e Dynit. Come sigla di apertura è stato utilizzato il brano Träumerei di LiSA, mentre a chiudere gli episodi è la canzone -Mirage- di Natsumi Okamoto.

#### Episodi
| Nº | Titoli italiani (versione sottotitolata) Giapponese 「Kanji」 - Rōmaji | In onda           | In onda           |
| Nº | Titoli italiani (versione sottotitolata) Giapponese 「Kanji」 - Rōmaji | Giapponese        | Italiano          |
| 1  | Macchie scure sul Sole 「太陽の黒点」 - Taiyō no Kokuten | 6 luglio 2013     | 9 luglio 2013     |
| 2  | Un futuro lordo di sangue 「血塗られた未来」 - Chinurareta Mirai | 13 luglio 2013    | 16 luglio 2013    |
| 3  | Parole di cordoglio 「とむらいの声」 - Tomurai no Koe | 20 luglio 2013    | 23 luglio 2013    |
| 4  | Questo sarebbe un dipinto? 「これは絵なのだろうか?」 - Kore wa E Nano Darō ka? | 27 luglio 2013    | 30 luglio 2013    |
| 5  | Ah, soldi, soldi! Perché a questo mondo devono accadere così tante cose tristi a causa dei soldi? 「ああ、金、金! この金のためにどれほど多くの悲しいことがこの世に起こることであろうか!」 - Aa, Kane, Kane! Kono Kane no Tame ni Dorehodo Ōku no Kanashii koto ga Kono Yo ni Okoru koto de Arō ka! | 3 agosto 2013     | 6 agosto 2013     |
| 6  | Al confine insieme alla Stella 「星とともの果てに」 - Hoshi to Tomo no Hate ni | 10 agosto 2013    | 26 agosto 2013    |
| 7  | Una splendida vacanza 「華麗なる休暇」 - Karei Naru Kyūka | 17 agosto 2013    | 26 agosto 2013    |
| 8  | Acque straripanti 「こぼれおちる水」 - Koboreochiru Mizu | 24 agosto 2013    | 27 agosto 2013    |
| 9  | La luce della Luna, l'ombra del Sole 「月の光、太陽の影」 - Tsuki no Hikari, Taiyō no Kage | 31 agosto 2013    | 3 settembre 2013  |
| 10 | Bruciare fino a consumarsi 「燃え尽きるような」 - Moetsukiru Yōna | 7 settembre 2013  | 10 settembre 2013 |
| 11 | La tua strada 「君のみち」 - Kimi no Michi | 14 settembre 2013 | 17 settembre 2013 |
| 12 | La scelta del Destino 「運命の選択」 - Unmei no Sentaku | 21 settembre 2013 | 24 settembre 2013 |
| 13 | Il sorriso del Sole 「太陽の微笑み」 - Taiyō no Hohoemi | 28 settembre 2013 | 1º ottobre 2013   |

## Accoglienza
Rebecca Silverman di Anime News Network ha valutato buona la prima parte della serie, lodando i "momenti forti" e la precisione della raffigurazione di tarocchi, pur tuttavia criticandola per il character design. Silverman ha poi confermato il giudizio anche per i restanti episodi, concludendo che complessivamente "quello che era iniziato come uno spettacolo difficile da classificare termina con una nota di soddisfazione, con i problemi risolti grazie alla forza interiore di Akari e i suoi amici tanto quanto con i loro poteri magici. Anche se non è ben fatto come alcuni altri anime mahō shōjo, Day Break Illusion riesce a trasformarsi in una storia che vale la pena guardare come si chiude il cerchio per risolvere i problemi aperti".